# Schizotetranychus miyatahus
Schizotetranychus miyatahus är en spindeldjursart som först beskrevs av Meyer 1974.  Schizotetranychus miyatahus ingår i släktet Schizotetranychus och familjen Tetranychidae. Inga underarter finns listade i Catalogue of Life.